# Hawken (arme à feu)
Pour les articles homonymes, voir Hawken.

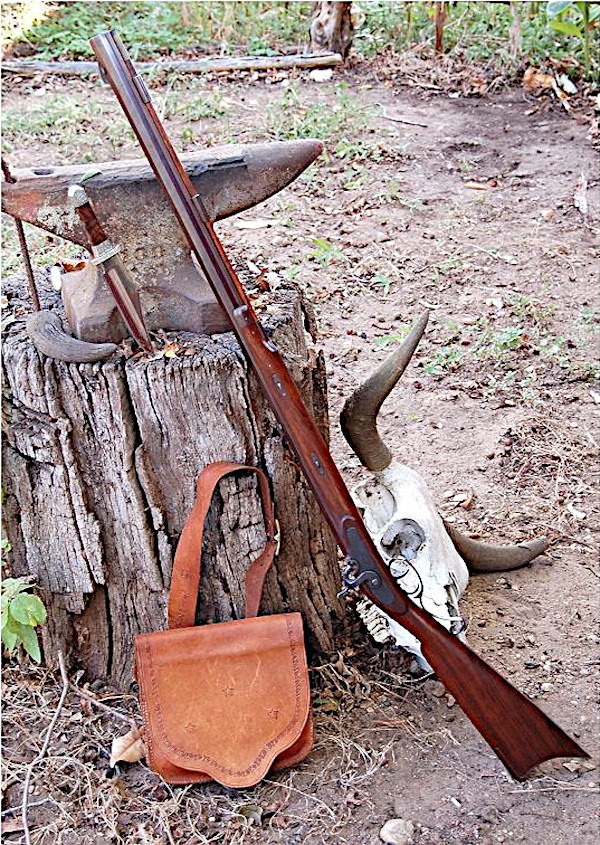
Réplique d'un fusil Hawken.

Le fusil Hawken est le genre d'armes à feu d'épaule typique de celles utilisées par les trappeurs et explorateurs qui parcouraient les montagnes Rocheuses de l'Amérique du Nord au XIXe siècle.

## Histoire
Ces carabines étaient fabriquées par Jacob et Samuel Hawken à St Louis, Missouri. Ils travaillaient séparément jusqu’en 1825, année pendant laquelle ils se sont associés pour fabriquer le « J. and S Hawken Rifle ».
La carabine Hawken marque le passage du long rifle (arme longue et lourde, de calibre variable mais souvent supérieur à 40 centièmes de pouce) aux plains rifle, à la fois plus puissant et moins encombrant, ainsi que l´abandon définitif de la mise à feu à silex au profit d'un système à percussion utilisant des amorces. Le solide canon et un calibre standardisé de 50 centièmes de pouce permettaient de tirer tous les gibiers, même les plus gros, avec une grande précision. Ce fusil devint rapidement l'arme préférée des mountain men et des explorateurs du continent américain.

## Description
Il s'agit d'une arme à chargement par la bouche. Dans les années 1820 la mise à feu était opérée par une platine à silex. À partir de 1835 ce système fut remplacé par une mise à feu par platine à percussion.

## Fiction
Le film Jeremiah Johnson, (de 1972) narre la vie d'un ex soldat qui devient trappeur dans les Montagnes Rocheuses pendant la deuxième moitié des années 1840. Robert Redford, dans le rôle-titre, utilise des fusils Hawken tout le long du film. Il commence avec son propre Hawken en calibre .30 (acheté avec effort de ses deniers), mais en obtient par la suite un exemplaire en calibre .50. Indépendamment des tribulations que subissent les personnages, le film met constamment en valeur les qualités du fusil Hawken.